# Bella Cup 2012
Il Bella Cup 2012 è stato un torneo di tennis facente parte della categoria ITF Women's Circuit nell'ambito dell'ITF Women's Circuit 2012. Il torneo si è giocato a Toruń in Polonia dal 2 al 7 luglio 2012 su campi in terra rossa e aveva un montepremi di $25,000.

## Vincitori

### Singolare
Danka Kovinić ha battuto in finale  Paula Kania con il punteggio di 6–3, 4–6, 6–3

### Doppio
Katerina Kramperová /  Martina Kubicíková hanno battuto in finale  Katarzyna Piter /  Barbara Sobaszkiewicz con il punteggio di 1–6, 6–3, [10–4]